# Terebripora varians
Terebripora varians är en mossdjursart som beskrevs av Jacqueline A. Soule 1969. Terebripora varians ingår i släktet Terebripora och familjen Terebriporidae. Inga underarter finns listade i Catalogue of Life.